# پاران، اسرائیل
پاران (به لاتین: Paran) یک منطقهٔ مسکونی در اسرائیل است که در Central Arava Regional Council واقع شده‌است.